# Долиони
Долионите (на старогръцки: οἱ Δολίονες, οἱ Δολιεῖς, Doliones, Dolionen) са през древността тракийски народ в Мизия на южния бряг на Пропонтис.
Те са населявали територията около град Кизик.  Митичният владетел Кизик завел долионите от Тесалия в Мизия и основал град Кизик. Техният прародител е Долион, син на Силен (син на богинята Гея) с нимфата Мелия.
Територията, където са живели долионите, е наречена на тях Долония или Долионис (Dolionia или Dolionis; на старогръцки: Δολιονία или Δολιονίς).